# Prolisne
Prolisne (ukr. Пролісне) – osiedle na Ukrainie, w obwodzie charkowskim, w rejonie czuhujewskim, siedziba hromady Czkałowśke. W 2001 roku liczyło 4139 mieszkańców, spośród których 3017 posługiwało się językiem ukraińskim, 1101 rosyjskim, 2 węgierskim, 7 białoruskim, 5 ormiańskim, 6 innym, a 1 się nie zdeklarował.
26 września 2024 roku zmieniono nazwę miejscowości z Czkałowśke (ukr. Чкаловське) na Prolisne w ramach derusyfikacji.